# 세잎이빨자이언트쥐
세잎이빨자이언트쥐(Lenomys meyeri)는 쥐과에 속하는 설치류의 일종이다. 세잎이빨자이언트쥐속(Lenomys)의 유일종이다. 인도네시아 술라웨시섬에서만 발견된다. 섬 전역에서 서식한다.